# Micropsectra clava
Micropsectra clava е насекомо от разред Двукрили (Diptera), семейство Хирономидни (Chironomidae).